# Pycnotarsa hydrochroa
Pycnotarsa hydrochroa är en fjärilsart som beskrevs av Edward Meyrick 1920. Pycnotarsa hydrochroa ingår i släktet Pycnotarsa och familjen praktmalar, Oecophoridae. Inga underarter finns listade i Catalogue of Life.